# Kryptochromy

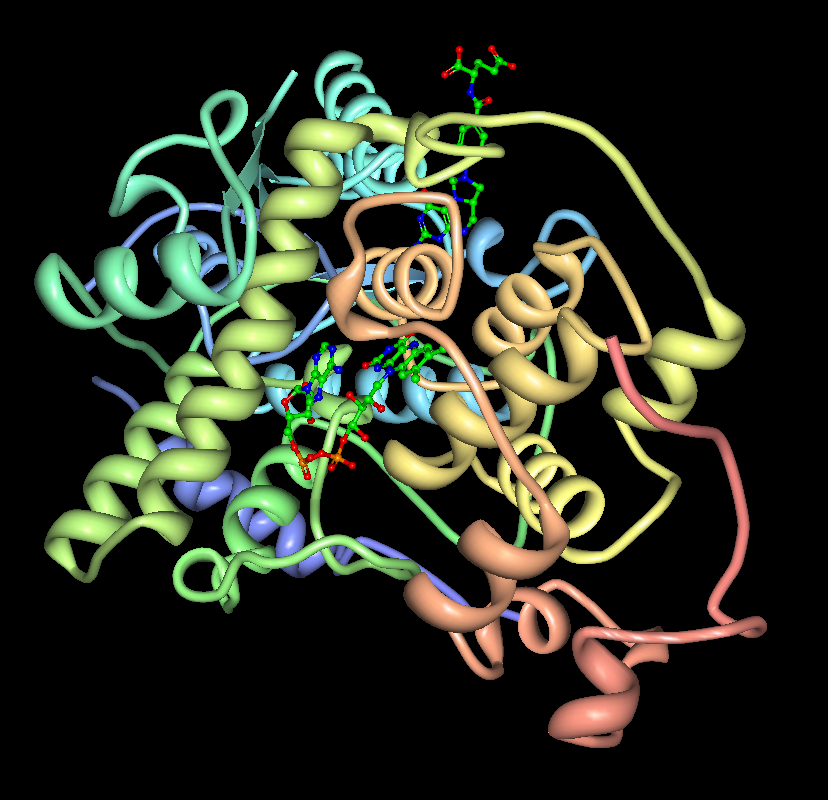
Struktura kryptochromu 3 u rzodkiewnika pospolitego

Kryptochromy (gr. κρυπτό χρώμα (krupto chroma) co oznacza ukryty kolor) – fotoreceptory światła niebieskiego u zwierząt i roślin. Nazwy tej używa się w odniesieniu do specyficznej podklasy receptorów światła niebieskiego – flawoprotein regulujących kiełkowanie, elongację, fotoperiodyzm i inne reakcje wzrostowe roślin. Światło niebieskie pośredniczy także w fototropizmie, ale udział kryptochromów w tym procesie nie jest znany. W tym procesie bierze udział NPH1, białko zawierające flawinową grupę chromoforową, którego widmo absorpcyjne funkcjonalnej cząsteczki pokrywa się z widmem czynnościowym dla procesu fototropizmu i nazywane jest fototropiną. Kryptochromy to białka wczesne ewolucyjnie, pochodzące od fotoliaz – bakteryjnych enzymów flawoproteinowych aktywowanych przez światło i uczestniczących w naprawie dimerów pirymidynowych DNA. U eukariontów kryptochromy utraciły tę zdolność katalityczną.
Kryptochromy odkryto także u koralowców, gdzie biorą udział w koordynacji cyklów rozmnażania w czasie kilku wiosennych nocy podczas pełni księżyca. Znaleziono je również u owadów i ssaków. Dwa kryptochromy znalezione u ssaków odgrywają zasadniczą rolę w rozmnażaniu oraz utrzymywaniu rytmu dobowego.
Badania sugerują, że kryptochromy ułatwiają nawigację ptaków podczas ich migracji, ponieważ są podstawą funkcjonowania ich magnetycznego zmysłu używanego do wyczuwania pola magnetycznego Ziemi.
Inne teorie sugerują, że te zdolności są obecne także u ssaków, ale są uśpione. W ludzkim genomie, geny kodujące Cry1 i Cry2 zostały znalezione odpowiednio na chromosomach 12 i 11.

## Historia odkrycia
Właściwości molekularne kryptochromu opisano po raz pierwszy pod koniec 1993 roku. Przedmiotem badań był mutant hy4 rzodkiewnika pospolitego (Arabidopsis thaliana), posiadający zaburzenia w postaci braku hamującego wpływu światła niebieskiego na wzrost hipokotylu.

## Budowa i funkcja
Kryptochromy są obecne u wszystkich gatunków roślin. Jest to polipeptyd, który u Arabidopsis thaliana ma masę cząsteczkową równą 75,8 kDa i składa się z 681 aminokwasów. N-końcowy fragment tego polipeptydu wykazuje dużą homologię z bakteryjnymi fotoliazami, natomiast C-końcowy fragment ma budowę zbliżoną do tropomiozyny A z mięśni gładkich szczura. Część środkowa nie wykazuje żadnego podobieństwa do znanych dotąd polipeptydów.
U większości roślin występują dwa homologiczne kryptochromy: Cry1 i Cry2. Kryptochromy Cry rzodkiewnika, posiadają dwa chromofory: pterynę i flawinę (substancja zbliżona do pteryny). Chromofor pterynowy jest tym, który bezpośrednio absorbuje foton, co następnie powoduje emisję przez niego energii, która z kolei jest absorbowana przez flawinę. Ta prawdopodobnie pośredniczy w fosforylacji określonej domeny w kryptochromie, tym samym rozpoczynając kaskadę transdukcji sygnału, finalnie wpływającego na regulację ekspresji genów w jądrze komórkowym.
Produkty genów CRY1 i CRY2 uczestniczą w procesie deetiolacji. Poziom Cry2 po naświetleniu światłem niebieskim, ultrafioletowym (UV-A: 320-390 nm) i zielonym szybko się obniża. W warunkach małego natężenia oświetlenia u rzodkiewnika deetiolację kontrolują obydwa typy kryptochromów, natomiast w środowisku o dużym natężeniu oświetlenia, główną funkcję w regulacji tego procesu pełni Cry1.